# Jedlany
Jedlany település Csehországban, a Tábori járásban. Jedlany Hlasivo, Ratibořské Hory, Nemyšl és Chotoviny településekkel határos. Lakosainak száma 71 fő (2024. január 1.).

## Népesség
A település lakosságának változását az alábbi diagram mutatja:
| Lakosok száma | 316  | 391  | 271  | 175  | 110  | 68   | 82   | 78   | 76   | 71   |
|               | 1869 | 1890 | 1921 | 1950 | 1980 | 2001 | 2017 | 2019 | 2022 | 2024 |